# Nuglerus insignis
Nuglerus insignis is een insect uit de familie van de mierenleeuwen (Myrmeleontidae), die tot de orde netvleugeligen (Neuroptera) behoort. 
Nuglerus insignis is voor het eerst wetenschappelijk beschreven door Banks in 1939.